# Cayuse (langue)
Cet article concerne la langue cayuse. Pour le peuple cayuse, voir Cayuse.
Le cayuse  est une langue amérindienne isolée parlée aux États-Unis, dans l'État de Washington.
La langue est éteinte depuis le XXe siècle.

## Classification
John Wesley Powell, dans sa classification des langues amérindiennes avait regroupé le molala dans une famille nommée le waiilatpuan, d'après un nom local désignant les Cayuses (en nez-percé, weyíːletpuː). Cette famille n'est plus reconnue actuellement.
La langue éteinte au XXe siècle est très peu documentée.